# 九龍巴士234D線
九龍巴士234D線是香港一條新界市區巴士路線，由九巴營辦，來往青龍頭及觀塘（翠屏北邨），途經深井、汀九、荃灣西約、黃大仙、九龍灣商貿區及觀塘市中心，往九龍方向另繞經大涌道及鑽石山，於龍翔道沿途只有限度設站。只於星期一至五繁忙時間提供單向服務。

## 歷史
- 2017年12月4日：234D線投入服務[3][4]。
- 2018年12月27日：234D線增加青龍頭開出至兩班車，開出時間分別是07:15及07:30。[5]
- 2019年4月9日：234D線往青龍頭方向加停海安路「麗城花園三期」。[6]
- 2021年10月18日：來回程各增加一班。[7]
- 2023年2月13日：配合觀塘站巴士總站工程，觀塘總站遷往翠屏道「翠屏邨翠柏樓」，來回加停翠屏道「觀塘游泳池」站 [8]。

## 服務時間及班次
- 星期一至五：
  - 青龍頭開：07:15、07:22、07:35
  - 觀塘（翠屏北邨）開：18:10、18:30

星期六、日及公眾假期不設服務

## 收費
全程：$11.8
| - 本線設有12歲以下小童及65歲或以上長者半價優惠。 - 65歲或以上香港居民使用「樂悠咭」，以及12歲以下合資格殘疾兒童使用「殘疾人士身份」個人八達通繳付車資，均可享有每程$2.0或半價（以較低者為準）的票價優惠；12至64歲合資格殘疾人士使用「殘疾人士身份」個人八達通（包括「樂悠咭」），以及60至64歲香港居民使用「樂悠咭」繳付車資，均可享有每程$2.0或全費（以較低者為準）的票價優惠。 - 65歲或以上長者如使用長者或一般個人八達通繳付車資，則只可享有半價優惠；12至64歲合資格殘疾人士如不使用「殘疾人士身份」個人八達通，以及60至64歲人士如不使用「樂悠咭」繳付車資，必須繳付全費。 - 乘客可以現金或八達通於上車時付款，不設找續。 |

## 使用車輛
本線不設掛牌車，主要用車為亞歷山大丹尼士Enviro 500 MMC（12米ATENU及12.8米3ATENU），由42C及234C線抽調，均屬荔枝角車廠。 

## 行車路線
青龍頭（豪景花園）開經：青山公路（青龍頭段、深井段、汀九段、新汀九段、汀九段）、海安路、麗志路、青山公路－荃灣段、大涌道、荃灣路、葵涌道、呈祥道、龍翔道、大磡道、龍翔道、觀塘道、偉業街、啟祥道、宏照道、常悅道、常怡道、天橋、牛頭角道、觀塘道及翠屏道。
觀塘（翠屏北邨）開經：翠屏道、鯉魚門道、偉發道、茶果嶺道、鯉魚門道、觀塘道、勵業街、海濱道、宏照道、啟祥道、偉業街、觀塘道、龍翔道、呈祥道、葵涌道、荃灣路、海興路、海安路、青山公路（汀九段、新汀九段、汀九段、深井段及青龍頭段）。
部份車長會改經青葵公路，不經葵涌道
具體停站請參考資訊框